# Battaglia del Gargano
La battaglia del Gargano fu una battaglia della Terza guerra servile combattuta nel 72 a.C. in Apulia, l'attuale Puglia, tra le forze romane comandate da Lucio Gellio Publicola e gli schiavi ribelli comandati dal gladiatore Crixo, distaccatosi con la parte dei Galli dell'esercito di Spartaco. Questi ultimi furono sconfitti dai Romani e lo stesso Crixo fu ucciso da Quinto Arrio, il propretore di Gellio.

## Antefatto
Nel 73 a.C. ci fu a Capua una rivolta di gladiatori della casa di Lentulo Batiato; 70 di questi al comando di Spartaco, Enomao e Crixo fuggirono, rifugiandosi sul Vesuvio e sconfiggendo il pretore Gaio Claudio Glabro, che era stato inviato con un corpo di milizia per fermarli.
Un destino analogo ebbero le truppe di Publio Varinio. A seguito di questi successi il loro numero aumentò a 70 000 uomini, donne e bambini, comprendendo sia schiavi fuggiaschi che pastori e trasportatori dell'Italia meridionale. A quel tempo, su circa sei milioni di abitanti della penisola, un terzo erano schiavi.
Dopo avanzarono verso sud saccheggiando la campagna italiana e passarono l'inverno nelle zone montuose tra Nola, Nuceria Alfaterna, Thurii e Metaponto.
In questo periodo probabilmente morì Enomao, perché in seguito non è ulteriormente menzionato. Infine, con la primavera del 72 a.C., la massa di persone, il cui numero era arrivato a 150 000, iniziò un lento spostamento verso nord, presumibilmente nel tentativo di attraversare le Alpi e fuggire in Gallia.
Tuttavia, le controversie tra Crixo e Spartaco portarono alla divisione delle forze: il primo si separò con 30 000 Galli e Germani con l'intenzione di continuare la guerra in corso dirigendosi verso il monte Gargano.
I romani approfittarono della situazione e attaccarono separatamente i ribelli con due eserciti consolari di 10 000 uomini ognuno.

## La battaglia
Una delle due legioni fu inviata a sconfiggere Crixo e intercettò l'esercito ribelle grazie alle testimonianze degli abitanti dei villaggi saccheggiati e alla cattura di una pattuglia di ribelli in esplorazione.
I Romani trovarono i ribelli caoticamente accampati in un avvallamento: l'accampamento era disposto completamente a caso, senza vallo di difesa o sentinelle. I Romani attaccarono di sorpresa i ribelli; molti non ebbero nemmeno il tempo di prendere le armi finendo trucidati nel sonno. Crixo cercò di adottare una strategia mandando avanti la sua fanteria germanica per stancare e decimare i legionari e poi far intervenire i Galli e i gladiatori. Il piano non funzionò; i ribelli si dispersero e Crixo fu pugnalato alle spalle da Quinto Arrio. La sua testa fu portata a Gellio su un piatto d'argento.

## Conseguenze
Dopo la sua vittoria su Crixo, Gellio si mosse verso nord, inseguendo il gruppo principale degli schiavi al comando di Spartaco, che si stava dirigendo verso la Gallia Cisalpina; l'altro esercito consolare comandato da Gneo Cornelio Lentulo Clodiano si dispose in modo tale da sbarrare il passo a Spartaco, e i due consoli contavano così di intrappolare tra i loro eserciti gli schiavi ribelli. L'esercito di Spartaco incappò in quello di Lentulo e lo sconfisse; poi, capovolto il fronte di battaglia, annientò anche l'esercito di Gellio, costringendo le legioni romane alla rotta.
Appiano afferma che Spartaco, per vendicare la morte di Crixo, mise a morte 300 soldati romani catturati, costringendoli a combattersi l'un l'altro fino alla morte, come succedeva ai gladiatori. Dopo questa vittoria, Spartaco si mosse verso nord con i suoi uomini (circa 120 000) alla massima velocità possibile, «avendo bruciato tutto l'equipaggiamento inutile, ucciso tutti i suoi prigionieri e macellato tutti i suoi animali da soma per rendere più rapida la sua marcia».

### Fonti classiche
- Appiano di Alessandria, Storia romana, Vol. II: Guerre civili (libri I-II)
- Appiano, Storia romana, Vol. III: Guerre civili (libri III-V)
- Gaio Giulio Cesare, De bello gallico
- Tito Livio, Ab Urbe condita libri